# An-Nàssir ibn al-Ghàlib bi-L·lah
An-Nàssir ibn al-Ghàlib bi-L·lah fou un príncep sadita fill d'Abd-Al·lah al-Ghàlib (1557–1574).
En vida del seu pare fou governador de Tadela, però a la seva mort el seu germà Mahàmmad (II) al-Maslukh (1574-1576) el va empresonar, fins que el seu oncle Abd-al-Màlik al-Ghazi va prendre el poder (1576-1578) i el va alliberar.
Després de la batalla de Kasr al-Kabir (4 d'agost de 1578) en la qual va morir Abu Marwan Abd al-Malik, an-Nàssir es va refugiar a Arzila, possessió portuguesa, des d'on va anar a la cort castellana. El rei de Regne d'Espanya el va enviar a la seva plaça forta de Melilla sota vigilància però amb comoditats, esperant que un dis li pogués ser útil. Va restar a la ciutat fins al 14 d'abril de 1595.
Allí va poder formar un nombrós grup de partidaris i en la data esmentada va sortir al seu front i es va dirigir a Taza que va ocupar. Diverses tribus se li van unir. Els notables del sultanat estaven cansats d'Àhmad al-Mansur que els imposava una autoritat absoluta i exercia un poder ferri, i quasi tots volien el triomf del rebel. El sultà va enviar un exèrcit a Taza que fou derrotat augmentant el prestigi d'an-Nàssir.
Àhmad al-Mansur va enviar llavors un segon exèrcit manat pel seu fill Al-Mamun ibn Àhmad, governador de Fes, i aquesta vegada an-Nàssir fou derrotat i va fugir cap a Taza i després va abandonar aquesta ciutat. Es va refugiar a Lejabia al Dejabl al-Zabib, on fou atrapat per Al-Mamun, que li va lliurar un altre combat en el qual el rebel va morir (1596).